# Heterocephalus glaber

Heterocephalus glaber (Șobolanul-cârtiță golaș) este un rozător social, originar din Africa de Est. Manifestă un set de trăsături fizice neobișnuite care îi permit să supraviețuiască într-un mediu subteran sever, ca: absența sensibilității tegumentare față de durere, este singurul mamifere poichiloterm, de aici o rată a metabolism redusă, rezistență la cancer și la insuficiența de oxigen.

## Descriere
Lungimea medie a corpului este de 8-10 cm, a cozii 3-4 cm, având o greutate de 30-35 gr. Femelele sunt mai masive,  50-80 gr. Sunt foarte bine adaptați traiul la mediul subteran, în condiții de întuneric, temperaturi joase și oxigen puțin. Ochii sunt de dimensiuni mici, acuitatea vederii fiind slabă. Picioarele sunt subțiri și scurte; cu toate acestea, sunt foarte abili în a se deplasa prin galerii subterane. Dinții anterior sunt masivi, utilizați la săparea galeriilor. În partea posterioară dinților, buzele formează proeminențe pieloase care previn pătrunderea particulelor de sol în cavitatea bucală. Aproximativ un sfert din masa musculaturii copului este amplasată în regiunea capului. Pielea este lipsită de pilozitate, cu excepția unor perișori răspândiți între falange pentru a mări zona de contact dintre picior și substrat. De asemenea, aceste rozătoare au vibrise pentru a se orienta în lipsa luminii.

## Fiziologie
Șobolanul-cârtiță este insensibil la durerea deoarece nu dispune de substanța P.

## Comportament
Sunt animale erbivoare, se alimentează cu părțile subterane ale plantelor, în speciali cu tuberculi și bulbi. Hrana este depozitată în camere speciale. Practic, șobolanii-cârtiță golași nu consumă apă, lichidele necesare provin din alimente. 
Acești rozători locuiesc în colonii alcătuite din 70-80 de indivizi, totuși au fost observate colonii și până la 295 de indivizi. Lungimea totală a galeriilor unei colonii măsoară 3-5 km, diametrul cca. 4 cm. Adâncimea maximă la care sunt săpate tunelurile este de 2 m. Galeriile sunt săpate în colectivitate, după ploi când solul mai maleabil.   

## Reproducerea
În fiecare colonie există o femelă-regină care se cuplează cu 2-3 masculi fertili timp de mai mulți ani. Perioada gravidității durează 70 de zile. Numărul nou-născuților constituie 12-27 (maxim la mamifere) de cca. 2 grame. La 3-4 săptămâni de la naștere șobolanii-cârtiță golași sunt capabili să îndeplinească atribuțiile de „lucrător”, longevitatea este de 28-31 de ani. 

## Răspândire
Șobolanul-cârtiță golaș habitează în zonele de savană aridă și semideșert din Kenya, Etiopia și Somalia.